# 11 octobre en sport
11 septembre 11 novembre
Chronologies thématiques
- Croisades
- Ferroviaires
- Disney

Le 11 octobre (284e jour de l'année ou le 285e en cas d'année bissextile) en sport.

## Événements

### XIXesiècle
- 1890 :
  - (Athlétisme /Championnats des États-Unis) : 3e édition des Championnats des États-Unis d'athlétisme qui se déroulent sur une seule journée, à Washington DC sur l'Analostan Island.
  - (Football américain) : Western University of Pennsylvania (en), (plus tard rebaptisé l’Université de Pittsburgh) joue son premier match et assume une défaite de 38-0 face à l’Allegheny Athletic Association (en), qui a eu lieu à l’Exposition Park (Pittsburgh) (en).

### XXesièclede1951à2000
- 1964
  - ( Football)  : Le Maroc entame se plud grande défaite contre l'Hongrie 1-6
- 1980 :
  - (Rallye automobile) : arrivée du Rallye Sanremo.
- 1981 :
  - (Baseball) : les Expos de Montréal accèdent pour la première fois à la Série de championnat de la Ligue nationale en éliminant Philadelphie en Série de division.

### XXIesiècle
- 2006 :
  - (Football) : Vikash Dhorasoo est licencié par le Paris Saint-Germain pour avoir donné une série d’interviews dans la presse fin septembre dans lesquelles il se plaignait d'être laissé sur la touche par son entraîneur Guy Lacombe.
- 2015 :
  - (Compétition automobile /Formule 1) : Lewis Hamilton prend les commandes du Grand Prix de Russie et décroche sa 9e victoire de la saison.
  - (Football/Championnat d'Europe) : la Roumanie, l'Albanie, l'Allemagne, puis la Pologne se qualifient pour l'Euro 2016 qui se déroulera en France.
- 2016 :
  - (Football /Coupe du monde) : 3e partie de la 3e journée des Éliminatoires de la Coupe du monde de football 2018 de la zone Europe puis la 4e journée du 3e tour des éliminatoires de la zone Asie et la 10e journée des éliminatoires de la zone Amérique du Sud.
- 2020 :
  - (Basket-ball /NBA) : les Lakers de Los Angeles dominent largement le Heat de Miami (106-93) dans le match 6 de la finale et remporte le titre de champion NBA pour la 17e fois de leur histoire. LeBron James est désigné MVP des finales[1].
  - (Compétition automobile /Formule 1) : sur le Grand Prix automobile de l'Eifel disputé sur le Nürburgring, en Allemagne, victoire du Britannique Lewis Hamilton devant le Néerlandais Max Verstappen et l'Australien Daniel Ricciardo. Lewis Hamilton égale le record de victoires en Grand Prix de Michael Schumacher[2]
  - (Cyclisme sur route /Tour d'Italie) : sur la 9e étape du Tour d'Italie qui se déroule entre San Salvo et Roccaraso, sur une distance de 207 km, victoire du Portugais Ruben Guerreiro. Son compatriote João Almeida conserve le maillot rose.
  - (Football /Ligue des nations de l'UEFA) : 3e journée de la Ligue A de la Ligue des nations de l'UEFA avec 6 matchs.
  - (Tennis /Grand Chelem) : l'Espagnol Rafael Nadal remporte le simple hommes à Roland Garros pour la 13e fois et s'adjuge un 20e titre du Grand Chelem, égalant le record de Roger Federer. Sur le double dames, c'est la Française Kristina Mladenovic associée à la Hongroise Tímea Babos qui s'imposent et qui conservent leur titre.

## Naissances

### XIXesiècle
- 1863 :
  - Lucien Lesna, cycliste sur route et sur piste puis aviateur français. Vainqueur des Bordeaux-Paris 1894 et 1901 puis des Paris-Roubaix 1901 et 1902. († 11 juillet 1932).
- 1876 :
  - Paul Masson, cycliste sur piste français. Champion olympique de la vitesse individuelle, du kilomètre et des 10 km aux Jeux d'Athènes 1896. († 30 novembre 1945).
- 1889 :
  - Imre Schlosser-Lakatos, footballeur hongrois. (68 sélections en équipe nationale). († 19 juillet 1959).

### XXesièclede1901à1950
- 1911 :
  - Marc Gignoux, pilote de rallyes automobile et industriel français. († 27 octobre 1991).
- 1919 :
  - Kader Firoud, footballeur puis entraîneur franco-algérien. (6 sélections avec l'équipe de France). († 3 avril 2005).
- 1921 :
  - Grant Warwick, hockeyeur sur glace canadien. († 27 septembre 1999).
- 1924 :
  - Mal Whitfield, athlète de sprint et de demi-fond américain. Champion olympique du 800 m et du relais 4 × 400 m puis médaillé de bronze du 400 m aux Jeux de Londres 1948. Champion olympique du 800 m et médaillé d'argent du relais 4 × 400 m aux Jeux d'Helsinki 1952. († 19 novembre 2015).
- 1928 :
  - Alfonso de Portago, pilote de courses automobile espagnol. († 12 mai 1957).
- 1937 :
  - Bobby Charlton, footballeur puis entraîneur anglais. Champion du monde de football 1966. Vainqueur de la Coupe des clubs champions 1968. (106 sélections en équipe nationale). († 21 octobre 2023).
- 1938 :
  - Darrall Imhoff, basketteur américain. Champion olympique aux Jeux de Rome 1960. (8 sélections en équipe nationale). († 30 juin 2017).
- 1939 :
  - Maria Bueno, joueuse de tennis brésilienne. Victorieuse des tournois de Wimbledon 1959, 1960 et 1964, puis des US Open de tennis 1959, 1963, 1964 et 1966. († 8 juin 2018).
  - Bernd Cullmann, athlète de sprint allemand. Champion olympique du relais 4 × 100 m aux Jeux de Rome 1960. († 13 janvier 2025).
- 1940 :
  - Jean-Claude Schindelholz, footballeur suisse. (13 sélections en équipe nationale).
- 1945 :
  - Michel Watteau, footballeur français. (1 sélection en équipe de France). († 29 septembre 2003).

### XXesièclede1951à2000
- 1957 :
  - Franco Cunico, pilote de rallye automobile italien.
- 1959 :
  - Wayne Gardner, pilote de vitesse moto puis pilote de courses automobile australien. Champion du monde de vitesse moto 500 cm3 1987.
  - Paul Haghedooren, cycliste sur route belge. († 9 novembre 1997).
- 1961 :
  - Steve Young, joueur de foot U.S. américain.
- 1964 :
  - Bernard David, footballeur puis entraîneur français.
- 1969 :
  - William Sigei, athlète de fond kényan. Champion du monde de cross-country 1993 et 1994. Détenteur du Record du monde du 10 000 m du 22 août 1994 au 5 juin 1995.
- 1973 :
  - Steven Pressley, footballeur écossais. (32 sélections en équipe nationale).
- 1974 :
  - Jason Arnott, hockeyeur sur glace canadien. Champion du monde de hockey sur glace 1994.
  - Radoslav Hecl, hockeyeur sur glace slovaque.
- 1975 :
  - Marek Kulič, footballeur tchèque. (12 sélections en équipe nationale).
  - Renate Lingor, footballeuse allemande. Médaillée de bronze aux Jeux de Sydney 2000 et aux Jeux d'Athènes 2004. Championne du monde de football féminin 2003 et 2007. Championne d'Europe de football 2001 et 2005. Vainqueur de la Coupe féminine de l'UEFA 2002 et 2006. (149 sélections en équipe nationale).
- 1976 :
  - Bobby Joe Hatton, basketteur portoricain. (55 sélections en équipe nationale).
- 1977 :
  - Igor Figueiredo, joueur de snooker brésilien.
  - Marcus Goree, basketteur américain. Vainqueur de l'Euroligue 2008
  - Jérémie Janot, footballeur français.
  - Desmond Mason, basketteur américain.
- 1978 :
  - Reinfried Herbst, skieur alpin autrichien. Médaillé d'argent du slalom aux Jeux de Turin 2006.
- 1980 :
  - Katarina Manić, basketteuse serbe. (58 sélections en équipe nationale).
  - Steve Ross, basketteur canadien. (3 sélections en équipe nationale).
- 1982 :
  - Christopher McNaughton, basketteur allemand. (19 sélections en équipe nationale).
  - Salim Stoudamire, basketteur américain.
  - Terrell Suggs, joueur de foot U.S. américain.
- 1984 :
  - Darrel Brown, athlète de sprint trinidadien.
  - Sandra Piršić, basketteuse slovène.
- 1986 :
  - Chafik Besseghier, patineur artistique individuel français.
- 1987 :
  - Mike Conley Jr., basketteur américain.
  - Jean Monribot, joueur de rugby à XV français.
- 1988 :
  - Seamus Coleman, footballeur irlandais. (54 sélections en équipe nationale).
  - Mekonnen Gebremedhin, athlète de demi-fond éthiopien.
  - Clément Maynadier, joueur de rugby à XV français. (8 sélections en équipe de France).
  - Katelan Redmon, basketteuse américaine.
- 1989 :
  - Chafik Besseghier, patineur artistique individuel français.
  - Maxime Le Marchand, footballeur français.
  - Dolayi Doevi Tsibiakou, footballeur togolais. (5 sélections en équipe nationale).
- 1990 :
  - Afa Amosa, joueur de rugby à XV samoan. (2 sélections en équipe nationale).
  - Oriane Amalric, volleyeuse française.
  - Tuğçe Canıtez, basketteuse turque. (110 sélections en équipe nationale).
  - Aubrey David, footballeur guyano-trinidadien. (2 sélections avec l'équipe de Guyana et 37 avec l'équipe de Trinité-et-Tobago).
  - Georgia Davies, nageuse britannique. Championne d'Europe de natation du 4 × 100 m quatre nages mixte 2014, du relais 4 × 100 m quatre nages et du 4 × 100 m quatre nages mixte 2016 puis du 50m dos 2018.
  - Sebastian Rode, footballeur allemand.
  - Alessio Taliani, cycliste sur route italien.
  - Jordan Williams, basketteur américain.
- 1991 :
  - J. J. Avila, basketteur américain.
  - Lore Baudrit, hockeyeuse sur glace française. (49 sélections en équipe de France féminine).
  - Julien Bourdon, volleyeur français.
  - Giuseppe De Luca, footballeur italien.
  - Andy Halliday, footballeur écossais.
  - Iman Jamali, handballeur iranien puis hongrois. (18 sélections avec l'équipe de Hongrie).
  - Paulina Szpak, volleyeuse polonaise. (17 sélections en équipe nationale).
  - Wei Yongli, athlète de sprint chinoise. championne d'Asie d'athlétisme du 100 m et du relais 4 × 100 m 2013 puis championne d'Asie d'athlétisme du relais 4 × 100 m 2015 et 2019.
- 1992 :
  - Jean-Daniel Akpa-Akpro, footballeur ivoirien. (11 sélections en équipe nationale).
  - Riffi Mandanda, footballeur congolais.
- 1993 :
  - Ophélie Ah-Kouen, surfeuse française.
  - Imed Louati, footballeur tunisien.
  - Auriane Mallo, épéiste française. Médaillée d'argent en individuelle aux Jeux de Paris 2024. Championne d'Europe d'escrime par équipes 2017, 2018, 2022 et 2023.
  - Hardik Pandya, joueur de cricket indien. (11 sélections en Test cricket).
  - Nikita Uglov, athlète de sprint russe.
- 1994 :
  - Clésio Bauque, footballeur mozambicain. (25 sélections en équipe nationale).
  - Nikita Loutchine, volleyeur russe.
  - Romain Seigle, cycliste sur route français.
- 1995 :
  - Nicolás Jarry, joueur de tennis chilien.
- 1997 :
  - Tony Carr, basketteur américain.
- 2000 :
  - Victor Dican, footballeur roumain.

### XXIesiècle
- 2001 :
  - Viljami Sinisalo, footballeur finlandais.
- 2003 :
  - Tawanda Chirewa, footballeur zimbabwéen.
  - Robert Renan, footballeur brésilien.
- 2004 :
  - Sander Innvær, footballeur norvégien.
  - Alan Matturro, footballeur uruguayen.
- 2005 :
  - Pontus Dahbo, footballeur suédois.
  - Kiara Zago, joueuse de rugby à XV française. (3 sélections en équipe de France).
- 2006 :
  - Isak Alemayehu, footballeur suédois.

## Décès

### XXesièclede1901à1950
- 1918 :
  - Henri Tauzin, 39 ans, athlète de haies français. Médaillé d'argent du 400 m haies aux Jeux de Paris 1900. (° 17 avril 1879).

### XXesièclede1951à2000
- 1969 :
  - Enrique Ballestero, 64 ans, footballeur uruguayen. Champion du monde de football 1930. (17 sélections en équipe nationale). (° 18 janvier 1905).
- 1991 :
  - Pietro Ferraris, 79 ans, footballeur italien. Champion du monde de football 1938. (14 sélections en équipe nationale). (° 5 février 1912).

### XXIesiècle
- 2004 :
  - Keith Miller, 84 ans, joueur de cricket australien et joueur de football australien. (55 sélections en Test cricket). (° 28 novembre 1919).
- 2006 :
  - Cory Lidle, 34 ans, joueur de baseball américain. (° 22 mars 1972).
- 2012 :
  - Helmut Haller, 73 ans, footballeur allemand. (33 sélections en équipe nationale). († 21 juillet 1939).
  - Ernst Lindner, 77 ans, footballeur est-allemand puis allemand. (6 sélections en équipe nationale). (° 11 mars 1935).